# ماراتيات
الماراتيات أو سرخسيات البطاطا (الاسم العلمي: Marattiales) هي رتبة من السراخس تتبع طائفة الماراتياناوت من شعبة الحقيقيات الأوراق.

## فصائل
- الماراتية